# Moetete
Moetete was een Surinaams automerk dat in 1973 werd opgericht.
Het ging om een in licentie vervaardigde GM BTV (General Motors Basic Transportation Vehicle), waarbij de technische onderdelen, zoals motor en versnellingsbak, door General Motors-dochter Vauxhall geleverd werden en lokaal een chassis, laadbak en carrosserie gemaakt werden. De auto kreeg de naam Moetete naar de draagmand van de inheemse Surinamers.
De Moetete was leverbaar als vrachtwagen met ½ ton laadvloer, ½ ton chassis-cabine, ½ ton laadbak en ½ ton bestelwagen en kon een maximum gewicht vervoeren van ongeveer 1200 kg.
De GM BTV werd ook in licentie gemaakt in andere landen.